# Zora Škrabalová
Zora Škrabalová (* 13. října 1981 Valtice) je česká basketbalistka hrající na pozici pivota. Pochází z Lednice, po vystudování břeclavského gymnázia odešla do USA, kde vystudovala University of Illinois v Chicagu. Zde při studiu hrála v basketbalovém týmu v univerzitní lize NCAA. Poté hrála rok ve francouzském Mourenx, následující čtyři roky s krátkou přestávkou ve švédském Marbo působila ve Španělsku, kde dvakrát vyhrála druhou španělskou ligu. V roce 2010 přestoupila do rumunského Aradu, kde neodehrála ani jeden zápas a v říjnu 2010 se stala hráčkou BK Czech cool AlDast Strakonice, který v sezóně 2010/2011 skončil na třetím místě v nejvyšší české basketbalové lize.
Dlouhou dobu bylo její jedinou reprezentační akcí mistrovství Evropy juniorek do 20 let roce 2000, kde český tým skončil na druhém místě. V roce 2011 debutovala v seniorské reprezentaci na mistrovství Evropy 2011, kde český tým skončil na 4. místě.
Měří 190 cm.